# Ботевградско
 Тази статия е за историко-географската област.  За общината вижте Ботевград (община).  
Ботевградско, в миналото Орханийско, е историко-географска област в Западна България, около град Ботевград.
Територията ѝ съвпада приблизително с някогашната Ботевградска околия – днешната община Ботевград, югозападната част на община Правец (без селата Видраре, Джурово, Манаселска река и Равнище от Тетевенско) и град Етрополе и селата Бойковец, Горунака, Лъга и Рибарица в община Етрополе. Разположена е по горното и средно поречие на река Малък Искър в Предбалкана и Стара планина. Граничи с Врачанско на север, Тетевенско на изток, Пирдопско и Елинпелинско на юг и Софийско на запад.